# Polystichum stuebelii
Polystichum stuebelii är en träjonväxtart som beskrevs av Georg Hans Emmo Wolfgang Hieronymus. Polystichum stuebelii ingår i släktet Polystichum och familjen Dryopteridaceae. Inga underarter finns listade.